# Luis Costa (ciclista)
Luis Costa (10 de junio de 1973) es un deportista portugués que compite en ciclismo adaptado en la modalidad de ruta. Ganó una medalla de bronce en los Juegos Paralímpicos de París 2024, en la prueba de contrarreloj (clase H5).

## Palmarés internacional
| Juegos Paralímpicos | Juegos Paralímpicos | Juegos Paralímpicos | Juegos Paralímpicos |
| Año                 | Lugar               | Medalla             | Prueba              |
| ------------------- | ------------------- | ------------------- | ------------------- |
| 2024                | París (Francia)     | Medalla de bronce   | Contrarreloj H5     |